# Larry Craig
Larry Craig (Council, 1945. július 20. –) az Amerikai Egyesült Államok szenátora (Idaho, 1991–2009).